# 복스카

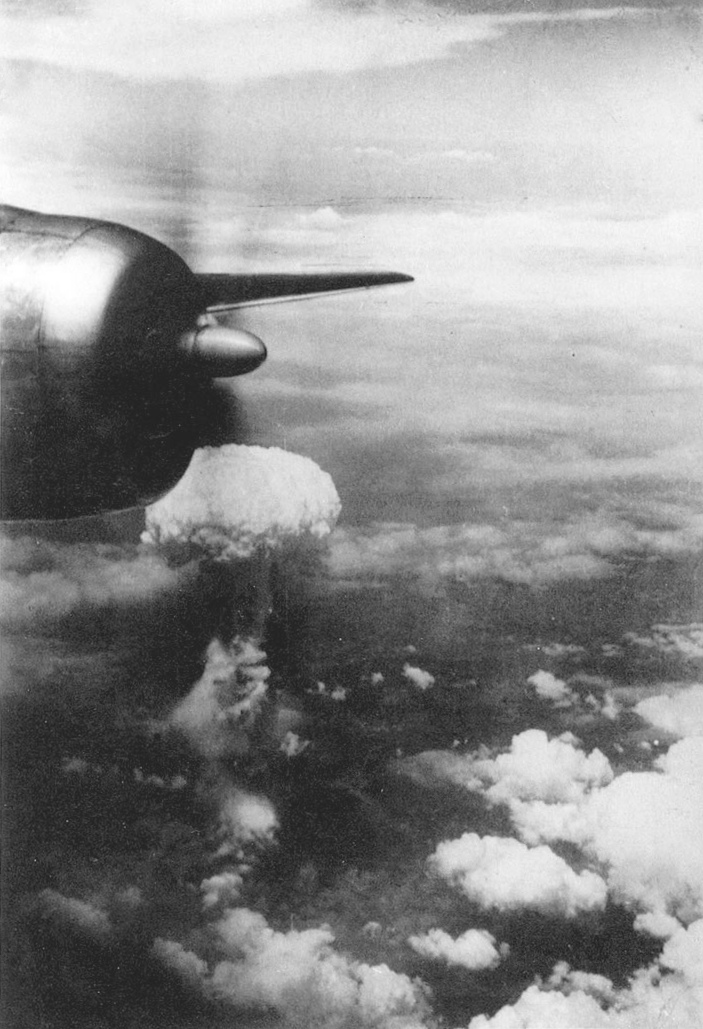
나가사키에 핵폭격 후의 버섯구름

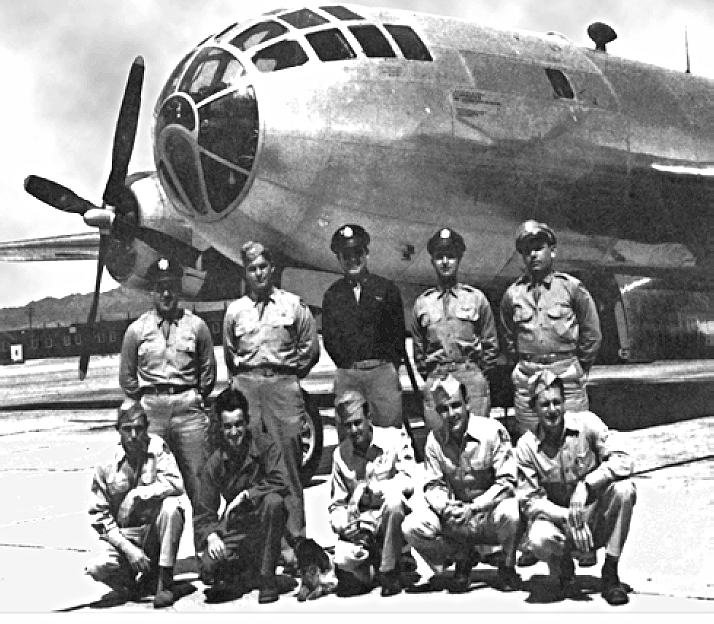
뒷줄 가운데가 조종사 스위니 소령

복스카(Bockscar)는 일본 나가사키에 팻 맨 핵폭탄을 투하한 미국의 B-29 폭격기이다.

## 역사
1945년 8월 9일, 제393 폭격 비행대대 대대장 찰스 W. 스위니 소령이 복스카를 조종하여, 일본 나가사키에 핵출력 TNT 21 kt인 팻 맨을 투하했다. 나가사키의 44%가 파괴되었으며, 사망자 35,000명, 부상자 60,000명이 발생했다.
1945년 8월 6일 히로시마에 투하된 리틀 보이가 우라늄-235 64 kg을 사용해 고작 TNT 13 kt의 핵출력을 낸 것에 비해, 나가사키에 투하된 팻 맨은 2016년 현재 전세계 대부분의 핵보유국이 사용하는 내폭형 디자인을 채택해, 고작 6.2 kg의 플루토늄을 사용해 TNT 21 kt의 핵출력을 내었다.
1994년 NRDC의 토머스 코크란 박사는 저급, 중급, 고급 핵기술로 나누어 저급일 경우 6 kg으로 TNT 20 kt 핵분열탄을 만들 수 있다고 하는데, 팻 맨을 가리키는 것이다. 반면에 2005년 "북한의 비공식 대변인"이라는 김명철(61) 박사는 요즘은 플루토늄 1 kg만 있으면 핵폭탄 1개를 만들 수 있다고 말했다. 코크란 박사는 고급기술일 경우 플루토늄 1 kg으로 TNT 1 kt 핵분열탄을 만들 수 있다고 보는데, TNT 1 kt 핵분열탄이면 TNT 10 kt 수소폭탄을 만들 수 있다. 한국과 미국 정보당국은 북한이 저급기술일 거라고 추정하다가, 최근에는 중급기술은 보유했을 것이라고 본다. 그러나 김명철 박사는 북한이 이미 고급기술에 이르렀다는 주장이다.

## 같이 보기
- 팻 맨
- 리틀 보이
- 에놀라 게이
- 히로시마